# Objet de Sakurai
Désignations
L'objet de Sakurai (V4334 Sgr) est une étoile dans la constellation du Sagittaire, nommée d'après l'astronome amateur japonais Yukio Sakurai. On pense qu'elle fut une naine blanche qui, à la suite d'une impulsion thermique tardive, gonfla et devint une géante rouge. Elle est située au centre d'une nébuleuse planétaire et est censée être actuellement en instabilité thermique et dans sa phase finale de flash de l'hélium en coquille.

## Découverte
Au moment de sa découverte, en février 1996, les astronomes pensaient que l'objet de Sakurai était une nova lente. Ultérieurement, l'analyse spectroscopique a suggéré que l'étoile n'était pas une nova, mais avait fait l'objet d'une impulsion thermique très tardive similaire à celle de V605 Aquilae, l'amenant à s'élargir fortement. V605 Aquilae, découverte en 1919, est la seule autre étoile connue pour avoir été observée au cours de la phase de haute luminosité de l'impulsion thermique tardive, et les modèles prédisent que l'objet de Sakurai, au cours des prochaines décennies, suivra le même cycle de vie.
L'objet de Sakurai et d'autres étoiles similaires paraissent devoir se terminer en naines blanches riches en hélium lorsqu'on retrace leur d'évolution depuis la phase de géante "née de nouveau" vers la naine blanche se refroidissant. Il y a quelques autres objets présumés "nés de nouveau", par exemple FG Sagittae. Ayant éclaté en 1995, il est possible que le flash d'hélium final de l'objet de Sakurai soit le premier bien observé.

## Histoire de l'observation

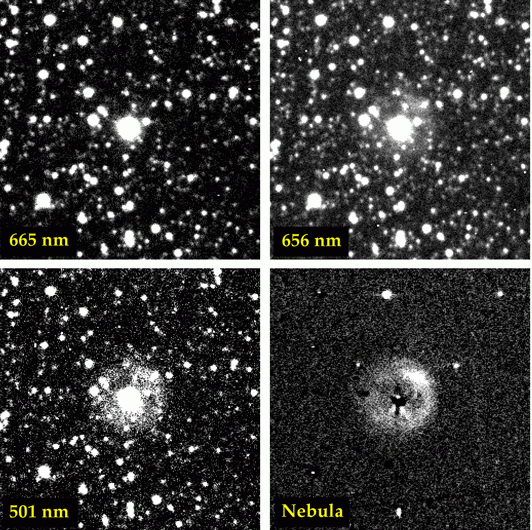
Objet de Sakurai, par Hilmar Duerbeck, ESO

Une circulaire de l'Union astronomique internationale envoyée le 23 février 1996 a annoncé la découverte d'une « possible nova lente » de magnitude 11,4 par Yukio Sakurai, un astronome amateur. L'astronome japonais Syuichi Nakano a signalé la découverte, en attirant l'attention sur le fait que l'objet n'avait pas été visible en images à partir de 1993, et ne se retrouvait pas non plus dans les dossiers de la Harvard-Smithsonian Center for Astrophysics des années 1930-1951, en dépit du fait que sa luminosité semblait augmenter lentement les années précédentes. Nakano a écrit que « bien que l'explosion [suggère] une nova lente ou symbiotique, l'absence de raies d'émission un an après l'augmentation de luminosité est très inhabituel ».
À la suite de l'annonce initiale, Hilmar Duerbeck a publié une étude sur la possibilité « d'un flash de l'hélium final » observé par Sakurai. En cela, il a noté que l'emplacement de l'objet de Sakurai correspondait à un petit objet détecté en 1976 de magnitude 21, et a montré à partir d'autres observations dans les années 1994-1996, que la magnitude avait augmenté jusqu'à environ 11 à 15. À partir des flux mesurés, du diamètre angulaire et de la masse de la nébuleuse, une distance de 5,5 kpc et une luminosité de 38 L☉ ont été déterminées. Les chercheurs ont constaté que c'était en accord avec les prévisions du modèle et que la luminosité de l'explosion fut environ de 3 100 luminosités solaires, inférieure à celle prévue d'un facteur de 3.
Les premières observations en infrarouge ont été publiées en 1998, avec des données de spectroscopie proche infrarouge et lointaine. Les données recueillies ont montré le brusque accroissement de luminosité en 1996, suivi d'une forte baisse en 1999, comme prévu. Il a été découvert plus tard que le déclin de la lumière est dû à la poussière circumstellaire située autour de l'étoile, présente à une température de ~680 K,. D'autres données infrarouge enregistrées par le Télescope infrarouge du Royaume-Uni ont été publiées en 2000, discutant les changements des raies d'absorption observés,.
Les observations du Télescope infrarouge du Royaume-Uni (UKIRT) en 1999 révélèrent que l'étoile est dans une phase RCB avec libération de poussière et une énorme perte de masse.
Depuis 2005, il a été observé dans les particules éjectées de l'objet de Sakurai que la photoionisation du carbone prend place.

## Propriétés
L'objet de Sakurai est une étoile post-branche asymptotique des géantes très évoluée qui a, à la suite d'une brève période de refroidissement en naine blanche, fait l'objet d'un flash de l'hélium en coquille (aussi connu comme impulsion thermique tardive),,. L'étoile est supposée avoir une masse d'environ 0,6 M☉. Les observations de l'objet de Sakurai montrent des activités d'augmentation de la rougeur et de la pulsation, ce qui suggère que l'étoile présente une instabilité thermique lors de son flash final d'hélium en coquille.
Avant son rallumage, V4334 Sgr est supposée s'être refroidie vers une naine blanche d'une température avoisinant 100 000 K et une luminosité autour de 100 L☉. La luminosité a augmenté rapidement jusqu'à une centaine de fois, puis la température a diminué vers environ 10 000 K. L'étoile a développé l'apparence d'une supergéante de classe F (F2 Ia). La température apparente a continué à descendre jusqu'au-dessous de 6000 K et l'étoile a peu à peu été obscurcie à des longueurs d'onde optiques par la formation de poussière de carbone, semblable à une étoile R CrB. Depuis lors, la température a augmenté à environ 20 000 K.
Les propriétés de l'objet de Sakurai sont assez similaires à celles de V605 Aquilae. Cette dernière, découverte en 1919, est la seule étoile connue observée au cours de la phase de haute luminosité d'une pulsation thermique tardive, et l'objet de Sakurai est supposé subir une augmentation de température dans les prochaines décennies pour atteindre l'état actuel de V605 Aquilae.

### Nuage de poussière
Au cours de la seconde moitié de 1998, une couche optiquement épaisse de poussière obscurcit l'objet de Sakurai, provoquant une rapide diminution de la visibilité de l'étoile, jusqu'en 1999 où elle a entièrement disparu des observations aux longueurs d'onde optiques. Les observations infrarouge ont montré que le nuage de poussière autour de l'étoile est principalement constitué de carbone sous forme amorphe. En 2009, il a été découvert que la coquille de poussière est fortement asymétrique, comme un disque avec un grand axe orienté à un angle de 134° et une inclinaison d'environ 75°. Le disque est suspecté devenir de plus en plus opaque en raison de la rapide évolution spectrale de la source vers les basses températures,.

### Nébuleuse planétaire
L'objet de Sakurai est entouré d'une nébuleuse planétaire créée à la suite de la phase géante rouge de l'étoile il y a environ 8300 ans. Il a été déterminé que la nébuleuse a un diamètre de 44 secondes d'arc et qu'elle présente une vitesse d'expansion d'environ 32 km/s.

### Les ressemblances avec d'autres étoiles
Une étude de 1996 a révélé que l'objet de Sakurai possédait les caractéristiques d'une étoile variable de type R Coronae Borealis avec une anomalie de déficit en Carbone-13 (13C). La métallicité de l'objet de Sakurai en 1996 était similaire à celle de V605 Aquilae en 1921. Il est prévu que la métallicité de l'objet de Sakurai s'accroisse jusqu'à correspondre à la métallicité actuelle de V605 Aquilae.

## Signification en recherche astronomique
Une quantité importante de données sur la formation et la mort des étoiles devraient être enregistrées à partir d'observations continues de l'objet de Sakurai, et être également utilisées comme données de référence dans l'avenir de la recherche sur des étoiles similaires. La raison pour laquelle des étoiles telles que l'objet de Sakurai et V605 Aquilae existent, ainsi que le fait qu'elles aient une durée de vie plus courte que la plupart des autres étoiles, est en grande partie inconnue. L'objet de Sakurai et V605 Aquilae ont eu un comportement d'étoile "née de nouveau" pendant seulement 10 ans, alors que FG Sagittae a connu un tel comportement pendant 120 ans. L'hypothèse émise est que cela est dû au fait que l'objet de Sakurai et V605 Aquilae évoluent vers la branche asymptotique des géantes pour la première fois, alors que FG Sagittae la parcourt pour la deuxième fois.